# Heinz Linge

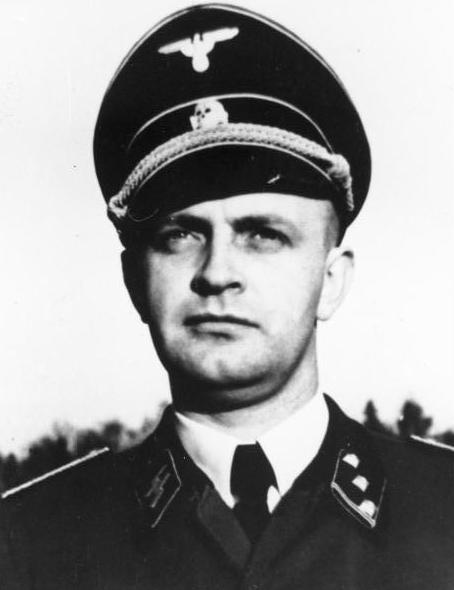
Heinz Linge (1935)

Heinz Linge (* 23. März 1913 in Bremen; † 9. März 1980 in Hamburg) war ein SS-Offizier und Kammerdiener Adolf Hitlers. Er stand von Januar 1935 bis 1945 in Diensten des Diktators, zuletzt im Range eines SS-Obersturmbannführers.

## Leben
Linge lernte zunächst den Maurerberuf und besuchte anschließend ein Technikum. Bereits zum 1. August 1932 trat er der NSDAP bei (Mitgliedsnummer 1.260.419) und schloss sich im selben Jahr der SS an (SS-Nummer 35.795). Mit 20 Jahren trat er am 17. März 1933 in die Leibstandarte SS Adolf Hitler (LSSAH) ein. Am 24. Januar 1935 wurde er von Hitler ausgesucht und nach der Ausbildung an der Hotelfachschule München-Pasing einer von mehreren Dienern Hitlers. Nach der Entlassung des Leibdieners Karl Wilhelm Krause am 10. September 1939 (dieser war mit Hitler während des Überfalls auf Polen wegen einer vergessenen Flasche Fachinger Wasser in Streit geraten) wurde Linge der von Hitler bevorzugte Leibdiener in der Dienststellung „Chef des persönlichen Dienstes“ und war bis zu dessen Tod am 30. April 1945 ständig in seiner unmittelbaren Nähe.
Die Leichen von Adolf Hitler und seiner Frau Eva Braun wurden am 30. April 1945 von Heinz Linge, Joseph Goebbels, Martin Bormann, Hitlers Arzt Ludwig Stumpfegger, Hitlers persönlichem SS-Adjutanten Otto Günsche, Hitlers Fahrer Erich Kempka, der das zur Verbrennung benötigte Benzin bereitgestellt hatte, sowie einigen Leibwächtern aus dem Führerbegleitkommando im Garten der Reichskanzlei – gemäß Hitlers letzten Verfügungen – mit Benzin übergossen und verbrannt. Die verkohlten Überreste wurden in einen naheliegenden Granattrichter gelegt, mit Schutt überdeckt und festgestampft.
Linge geriet in den letzten Kriegstagen (2. Mai 1945) des Zweiten Weltkrieges beim Ausbruch und der Flucht aus dem Führerbunker in Berlin in sowjetische Gefangenschaft und wurde nach Moskau in das Gefängnis Lubjanka verbracht, wo er bei NKWD-Geheimdienstverhören, die häufig von Folterungen begleitet waren, über Hitler befragt wurde. Die sowjetische Führung zweifelte den Tod Hitlers an und vermutete, Hitler sei geflohen. 1946 wurde Linge für kurze Zeit wieder nach Berlin gebracht, um im Garten der Reichskanzlei genau jene Stelle zu markieren, wo ein Jahr zuvor die Leichenreste bestattet worden waren. Seit Mai 1945 wurden in dem verwüsteten Gartenareal verschiedene Leichen ausgegraben.
1950 vor ein sowjetisches Gericht gestellt, wurde Linge dann zu 25 Jahren Zwangsarbeit verurteilt. Bis 1955 war er in sowjetischer Kriegsgefangenschaft und kam, wie viele andere Kriegsgefangene, nach dem Adenauer-Besuch vom September 1955 in Moskau frei (vgl. Die Heimkehr der Zehntausend). Nach seiner Rückkehr in die Heimat übernahm er als Handelsvertreter eine Vertretung für Nordmark-Fertighäuser und brachte es dadurch zu einigem Wohlstand. Linge arbeitete in dieser Position bis zum 65. Lebensjahr. Kurz vor der Vollendung seines 67. Lebensjahres verstarb er in einem Hamburger Krankenhaus am 9. März 1980.

## Rezeption
In dem am 9. September 2004 in München uraufgeführten Film Der Untergang wird Heinz Linge von Thomas Limpinsel gespielt. In der Parodie Mein Führer – Die wirklich wahrste Wahrheit über Adolf Hitler wird er von Lars Rudolph dargestellt.